# 메가몬스터
메가몬스터(영어: MEGA MONSTER)는 대한민국의 드라마 및 예능 제작 기업으로 카카오 (Kakao)의 자회사 카카오엔터테인먼트의 자회사이다. 2017년 5월 설립한 드라마 제작사로 TV 지상파, 케이블, 모바일 채널을 아우르는 양질의 콘텐츠를 제작 중이다.
본사는 서울특별시 마포구 상암산로 34 (상암동, 상암동 DMC 디지털큐브 20층)에 있다.

## 연혁
(구) 스토리플랜트로 (구) CJ E&M (구) CJ ENM의 자회사였으나 2017년(현) 카카오M이 지분 전량을 인수했다. 이후 지분 일부를 카카오페이지가 인수했으며 CJ계열인 스튜디오드래곤이 추가 출자해서 현재는 카카오M의 자회사이나 CJ와 합작된 형태를 띠고 있다.
- 2014년 11월 20일: (주)스토리플랜트 창립
- 2015년 1월 9일 ~ 2015년 3월 7일: tvN 금토 드라마 《하트 투 하트》 제작, 편성 (초록뱀미디어와 공동 제작, 16부작)
- 2015년 5월 4일 ~ 2015년 10월 22일: tvN 일일 드라마 《울지 않는 새》 제작, 편성 (100부작)
- 2015년 6월 29일 ~ 2015년 7월 17일: 네이버TV 웹드라마 《우리 헤어졌어요》 제작, 편성 (CJ ENM, YG케이플러스와 공동 제작, 10부작)
- 2016년 2월 27일 ~ 2016년 8월 21일: MBC TV 주말 드라마 《가화만사성》 제작, 편성 (51부작)
- 2017년 5월 10일: 회사는 카카오M에 인수되었습니다.
- 2017년 7월 10일: 회사 이름이 메가몬스터(주)로 변경되었습니다.
- 2018년 11월 21일 ~ 2019년 1월 16일: MBC TV 수목 드라마 《붉은 달 푸른 해》 제작, 편성 (32(16)부작)
- 2019년 2월 6일 ~ 2019년 3월 28일: tvN 수목 드라마 《진심이 닿다》 제작, 편성 (스튜디오드래곤 기획, 콘텐츠 지음와 공동 제작, 16부작)
- 2019년 6월 12일: 카카오페이지의 사내독립기업인 다음웹툰컴퍼니와 메가몬스터가 KBS와 손잡고 카카오의 지식재산권을 활용한 콘텐츠 제작에 본격적으로 나선다.
- 2020년 3월 30일 ~ 2020년 8월 28일: KBS 2TV 일일 드라마 《위험한 약속》 제작, 편성 (104부작)
- 2020년 4월 6일 ~ 2020년 4월 14일: KBS 2TV 월화 드라마 《계약우정》 제작, 편성 (8(4)부작)
- 2020년 5월 4일 ~ 2020년 10월 23일: SBS TV 아침 드라마 《엄마가 바람났다》 제작, 편성 (스튜디오S 기획, 120부작)
- 2020년 10월 8일 ~ 2021년 1월 26일: 첫 예능 제작 작품은 MBN 《미쓰백》 제작, 편성 (스페이스래빗와 공동 제작, 16부작)

### 자회사
- (구) 스토리플랜트 (구) CJ E&M (구) CJ ENM (현) 카카오M ~ 현재

## (현) 소속 제작진

### 소속 감독
- 오상원
- 김대진
- 민연홍
- 이정훈

### 소속 작가
- 김이영
- 남상욱
- 마주희
- 민지은
- 박진표
- 윤성희
- 조은정

## 메가몬스터 드라마 제작

### 드라마

#### KBS
| 연도 | 요일        | 제목            | 비고   |
| ---- | ----------- | --------------- | ------ |
| 2020 | 일일 드라마 | 《위험한 약속》 |        |
| 2020 | 월화 드라마 | 《계약우정》    |        |
| 2025 |             | 《망자의 서》   | 예정중 |

#### MBC
| 연도 | 요일        | 제목                | 비고 |
| ---- | ----------- | ------------------- | ---- |
| 2016 | 주말 드라마 | 《가화만사성》      |      |
| 2018 | 수목 드라마 | 《붉은 달 푸른 해》 |      |

#### SBS
| 연도 | 방송사          | 제목                   | 비고                     |
| ---- | --------------- | ---------------------- | ------------------------ |
| 2020 | 아침 연속극     | 《엄마가 바람났다》    | 스튜디오 S (기획)        |
| 2022 | 금토 드라마     | 《소방서 옆 경찰서》   | 스튜디오 S (기획 / 제작) |
| 2023 |                 | 《소방서 옆 경찰서 2》 | 스튜디오 S (기획 / 제작) |
| 2025 |                 | 《사마귀》 예정중      | 스튜디오 S (기획 / 제작) |
| 2025 | 메리크리스마스  | 《사마귀》 예정중      |                          |
| 2025 | 영화제작소 보임 | 《사마귀》 예정중      |                          |

### tvN
| 연도 | 방송사          | 제목                | 비고                    |
| ---- | --------------- | ------------------- | ----------------------- |
| 2015 | tvN 금토 드라마 | 《하트 투 하트》    | 초록뱀미디어 (공동제작) |
| 2015 | tvN 일일 드라마 | 《울지 않는 새》    |                         |
| 2015 | 네이버TV        | 《우리 헤어졌어요》 | CJ ENM                  |
| 2015 | 네이버TV        | 《우리 헤어졌어요》 | YG케이플러스            |
| 2015 | 네이버TV        | 《우리 헤어졌어요》 | (공동제작)              |
| 2019 | tvN 수목 드라마 | 《진심이 닿다》     | 스튜디오드래곤 (기획)   |
| 2019 | tvN 수목 드라마 | 《진심이 닿다》     | 콘텐츠 지움 (공동제작)  |
| 2023 |                 | 《메이데이》        |                         |

### 예능
| 연도 | 방송사 | 제목                   | 비고                    |
| ---- | ------ | ---------------------- | ----------------------- |
| 2020 | MBN    | 《미쓰백》             | 스페이스래빗 (공동제작) |
| 2021 | MBN    | 《개미랑 노는 베짱이》 |                         |

## 같이 보기
- 카카오 (기업)
- CJ그룹
- 카카오엠
- 카카오페이지
- CJ ENM
- 스튜디오드래곤
- 제이에스픽쳐스